# 雷希诺·埃尔南德斯
雷希诺·埃尔南德斯（西班牙語：Regino Hernández，1991年7月25日—），西班牙男子单板滑雪运动员。他曾代表西班牙参加2010年、2014年和2018年冬季奥林匹克运动会单板滑雪比赛，其中2018年冬季奥运会获得一枚铜牌。